# August Bohnhorst

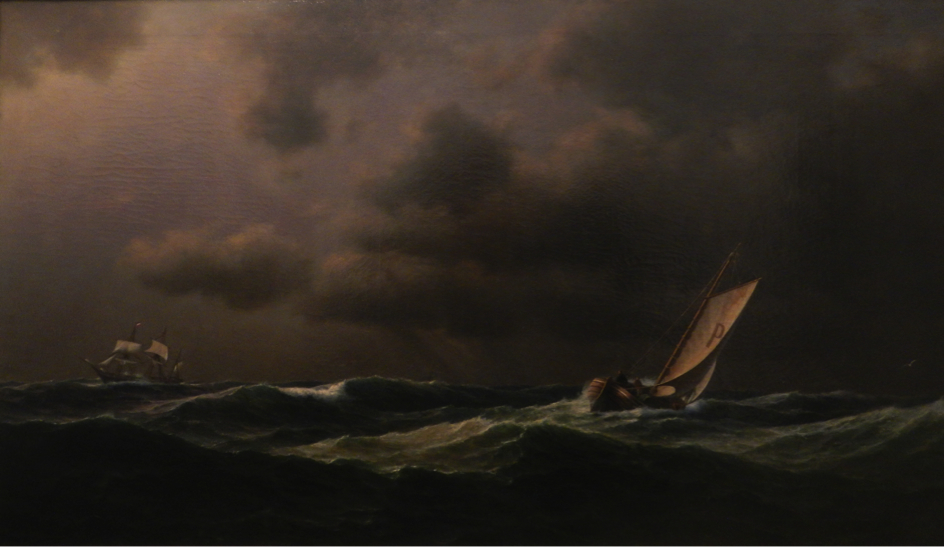
Die Erwartung des Lotsen, 1877

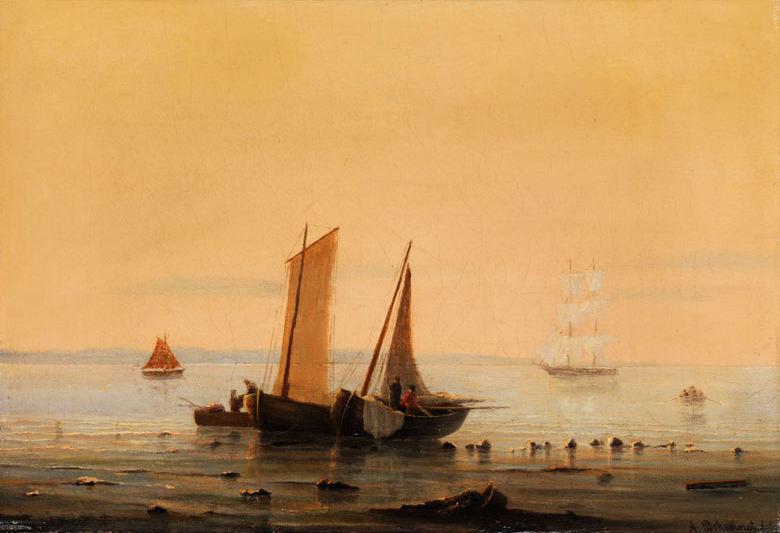
Abendlicher Blick in eine Meeresbucht, 1870 (oder 1879)

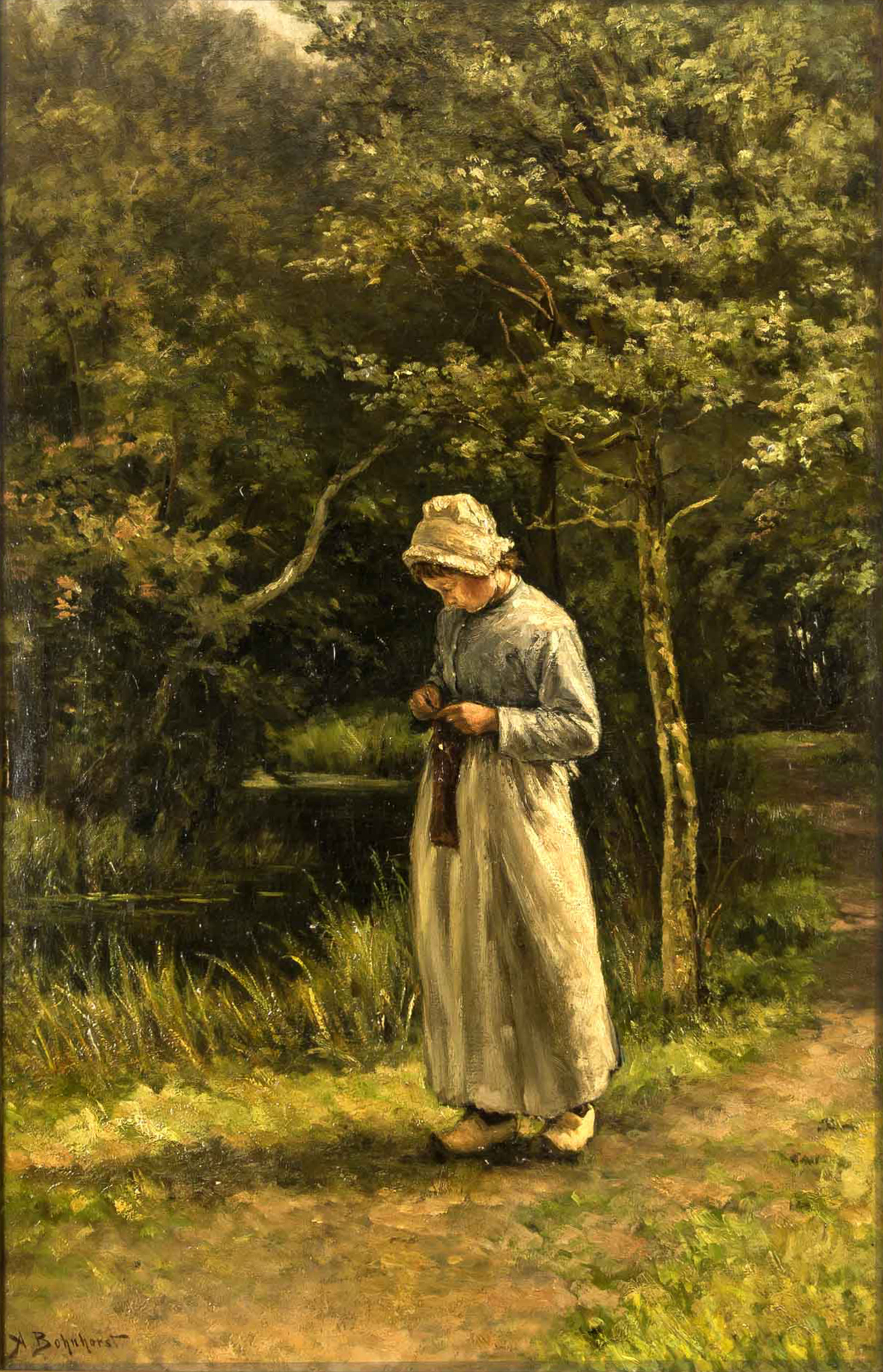
Holländisches Mädchen in Landschaft

 August John Paul Bohnhorst (* 18. Juli 1849 in Hamburg; † 14. April 1919 in Scheveningen, Den Haag) war ein deutscher Marine- und Landschaftsmaler sowie Zeichner.

## Leben
August Bohnhorsts Atelieradressen in Hamburg wechselten öfters, 1876 und 1877 war es die Fuhlentwiete 70a, 1877 und 1878 die Hafenstraße 41, 1879 und 1880 die Paulstraße 29, 1881 und 1882 die Hermannstraße 29 und von 1883 bis 1886 war es der Eilbeckerweg 52. Bohnhorst ließ sich nach Reisen, unter anderem nach Südamerika und Belgien, im holländischen Scheveningen, damals ein Fischerdorf, heute ein Stadtteil von Den Haag, nieder, wo er bis 1887 oder 1888 wohnte. Danach zog er nach Den Haag und wohnte in der Wilhelminastraat 50 im Bezirk Bezuidenhout im Stadtteil Haagse Hout. Ab 1893 wohnte er wieder in Scheveningen im Bezirk Belgisch Park. Er bevorzugte die Freilichtmalerei und arbeitete häufig mit Jozef Israëls zusammen, dem Begründer der Haager Schule in Den Haag und Umgebung. Ganz im Stil der Haager Schule sind auch Bohnhorsts Bilder, die er meist mit A. Bohnhorst signierte.
Bohnhorst war Mitglied des Hamburger Künstlervereins und bis 1886 des Kunstvereins in Hamburg. Für die jährliche, öffentliche Vereinsverlosung am 20. Dezember 1886 kaufte der Kunstverein ein Ölgemälde Bohnhorsts an, das den Titel Septembermorgen trug. Für die Vereinsverlosung am 16. Dezember 1889 kaufte der Kunstverein die Aquarelle Fischerhütte in den Dünen und Morgen am Canal bei Veerschooten sowie die Kohlezeichnungen Bei Veerschooten, Strand von Scheveningen, Abend bei Wittebrüg, Abend in Scheveningen und Canal von Scheveningen. Für die Dezemberverlosung 1893 erwarb der Verein das Ölgemälde Sommerabend bei Voorburg und für eine Ausstellungslotterie des Vereins 1894 das Ölgemälde Holländisches Interieur.
In der am 16. November 2020 ausgestrahlten Fernsehsendung Bares für Rares wurde ein gerahmtes Ölgemälde Bohnhorsts mit dem Moderator Horst Lichter, dem Sachverständigen Albert Meier und dem Eigentümer besprochen. Aufgrund des nicht perfekten Zustandes des Gemäldes in Hochformat wurde der Wert des Gemäldes mit Rahmen von Meier nicht sehr hoch eingeschätzt. Von den fünf anwesenden Händlern boten nur Julian Schmitz-Avila, Daniel Meyer und Walter Lehnertz mit, der das Gemälde erwarb. Das Gemälde zeigte drei Plattbodenschiffe an einem Strand im Sonnenuntergang. Ein Fischer entlud das dichteste der drei Einmaster und trug ein Korb zum trockenen Strand, an dem Fischerfrauen warteten und fünf mit Fischen gefüllte Körbe schon standen.

## Ausstellungen (Auswahl)
Einzelausstellungen
- 1895: Kunstverein in Hamburg
- 1911: Kunsthandlung Louis Bock & Sohn, Hamburg

Gemeinschaftsausstellungen
- 1875: Aquarell-Ausstellung im Kunstverein in Hamburg[6]
- 1880: Hamburger Kunsthalle[7]
- 1881: Exposition Générale des Beaux-Arts in Brüssel – Gemälde Strand von Scheveningen (Plage de Scheveningue)[8]
- 1882: Hamburger Kunsthalle, veranstaltet vom Kunstverein in Hamburg
- 1882: Salon von Antwerpen
- 1884: Hamburger Kunsthalle, veranstaltet vom Kunstverein in Hamburg
- 1893: Ausstellung von Kunstwerken lebender Meister, Den Haag
- 1893: Jahresausstellung von Kunstwerken aller Nationen im Glaspalast in München – Ölgemälde Septemberabend bei Voorburg[9]
- 1908: Jubiläumsausstellung des Hamburger Künstlervereins, veranstaltet vom Kunstverein in Hamburg – 2 Gemälde[10]
- 1912: Ausstellung von Kunstwerken aus Altonaischem Privatbesitz und des Altonaer Künstlervereins, Donner-Schloss im Donners Park, Altona – Ölgemälde: Ziegenhirtin,[11] Herbst[12]